# Сидоров Ілля Михайлович
Ілля Михайлович Сидоров (1885 — ?) — український радянський державний діяч, в.о. голови  Запорізької міської ради.

## Життєпис
Освіта нижча. За фахом — нікелювальник. Працював в Олександрівських майстернях та у робітничому клубі Катерининської залізниці.
З 13 лютого по 16 вересня 1921року — член Олександрівської (Запорізької) міської ради. 
12 червня — 16 вересня 1921 року — товариш голови (заступник) Запорізької міської ради.
16 червня — 4 серпня 1921 року — виконувач обов'язків голови Запорізької міської ради.
15 серпня 1921 року заарештований за звинуваченням у контрреволюційній діяльності. Наприкінці серпня 1921 року звільнений із ув'язнення, повернувся до виконання обов'язків товариша голови Запорізької міської ради. Подальша доля невідома.